# اکرفروان
اکرفروان (به فرانسوی: Iguerferouane) یک شهرک در مراکش است که در استان حوز واقع شده‌است. اکرفروان ۱۲٬۴۵۴ نفر جمعیت دارد.